# 大白田東
大白田東（英語：Tai Pak Tin East，代號：S10）是香港葵青區議會下轄的選區，2019年設立，2023年取消，末任區議員為民主黨成員劉貴梅。

## 範圍
選區位於葵涌東北部，包括和宜合道和大隴街以東、梨木道以南及石籬(二)邨石歡樓、石祥樓和石富樓，以私人住宅單棟大廈為主；與其相鄰的選區有石蔭、安蔭、石籬北與及大白田西，名稱來自原有大白田選區，投票站設於石籬聖若望天主教小學。

## 沿革
2018年選舉管理委員會因應原有石蔭、大白田及石籬北選區的預計人口超出法例許可的上限，故此增加選區吸納超出的人口。當中大白田選區內和宜合道以東的位置劃出新增選區大白田東，並吸納石蔭選區石蔭路以東的樓宇及石籬北的石籬(二)邨石歡樓、石祥樓及石富樓到大白田東內，使各選區人口調整到法例許可幅度內，而大白田選區則改名為大白田西。有關安排將石籬(二)邨劃到三個選區內(包括石籬南、石籬北及大白田東)，故民主黨反對，指稱民建聯大白田區議員預先派出助理服務有關範圍，懷疑有人泄漏新選區安排。然而基於未能有其他可行方案，諮詢結果維持原有計劃，劃出本選區。
2019年區議會選舉，人口估算約16,560人，議席由民建聯成員兼註冊教師郭玲麗，民主黨成員劉貴梅（劉貴梅亦是時任石籬北區議員林紹輝的妻子）及無申報政治聯繫的劉衍銘爭奪，最終劉貴梅以近五百票之差擊敗郭玲麗勝出。

## 歷屆議員
| 屆別           | 議員   | 政治聯繫 | 政治聯繫 |
| -------------- | ------ | -------- | -------- |
| 2020年－2023年 | 劉貴梅 |          | 民主黨   |

## 歷屆選舉結果
| 政党   | 政党   | 候选人    | 票数  | %     | ±      |
| ------ | ------ | --------- | ----- | ----- | ------ |
|        | 民建聯 | ①. 郭玲麗 | 2,407 | 44.72 | 新選區 |
|        | 民主黨 | ②. 劉貴梅 | 2,902 | 53.92 | 新選區 |
|        | 獨立   | ③. 劉衍銘 | 73    | 1.36  | 新選區 |
| 多数票 | 多数票 | 多数票    | 495   | 9.20  | 新選區 |